# Kolinda Grabar-Kitarović
Kolinda Grabar-Kitarović (n. 29 aprilie 1968, Rijeka, Croația) a fost președintă a Croației între anii 2015-2020.

Kolinda Grabar-Kitarović (n. 29 aprilie 1968, Rijeka, RS Croația, RSF Iugoslavia) este o politiciană și diplomat croat care a deținut funcția de președinte al Croației între 2015 și 2020. A fost prima femeie aleasă în această funcție în Croația.
Înainte de a deveni președintă, a fost ministru al afacerilor externe între 2003 și 2008, apoi ambasador al Croației în Statele Unite ale Americii între 2008 și 2011. Ulterior, a ocupat funcția de asistent al Secretarului General al NATO pentru diplomație publică, fiind primul oficial de rang înalt din Europa de Est într-o asemenea poziție în cadrul Alianței.
În turul al doilea al alegerilor prezidențiale din 11 ianuarie 2015, Grabar-Kitarović l-a învins pe președintele în funcție, Ivo Josipović, candidatul de stânga, cu un scor foarte strâns. Mandatul său a fost marcat de promovarea valorilor naționale croate, susținerea aderării țărilor din Balcanii de Vest la Uniunea Europeană și întărirea legăturilor transatlantice.
În alegerile prezidențiale din 2019, a candidat pentru un al doilea mandat, dar a fost învinsă în turul doi de fostul prim-ministru social-democrat Zoran Milanović.
Este căsătorită cu Jakov Kitarović și are doi copii. Grabar-Kitarović este cunoscută pentru implicarea sa activă în diplomația internațională, dar și pentru stilul său popular și accesibil, fiind una dintre cele mai vizibile figuri politice din Croația post-comunistă.